# Joan McCracken
Joan Hume McCracken (Filadelfia, 31 dicembre 1917 – New York, 1º novembre 1961) è stata una ballerina e attrice statunitense, attiva in campo teatrale e cinematografico.

## Biografia
Joan McCracken nacque a Filadelfia, figlia di Mary Humes e Franklin T. McCracken. Studiò danza fin da bambina e nel 1934 lasciò il liceo per studiare alla School of American Ballet con il coreografo George Balanchine.
Un anno dopo, nel 1935, tornò a Filadelfia per danzare come solista con il Littlefield Ballet, con cui nel 1937 si esibì in una tournée in Europa. Nel 1940 si trasferì a New York con il marito Jack Dunphy e la McCracken iniziò a ballare al Radio City Music Hall. Nel 1943 fece il suo debutto a Broadway nel musical Oklahoma! e ottenne il successo per il suo ruolo di Sylvie. Nel musical di Rodgers & Hammerstein, la McCracken mostrò per la prima volta quello che i critici sostengono essere stata la sua più grande influenza sul teatro di Broadway: una capacità di combinare danza e comicità e usare le coreografie per sviluppare e caratterizzare il personaggio ben oltre le indicazioni del libretto. Dopo essersi fatta notare in Oklahoma!, fu ingaggiata dalla Warner Bros. e nel 1944 fece il suo esordio a Hollywood in Ho baciato una stella. Insoddisafatta dall'industria cinematografica, nel 1944 tornò a danzare a Broadway nel musical Bloomer Girl, ottenendo grandi plausi per il suo numero "T'morra, T'morra"
Nel 1945 tornò a Broadway in Billion Dollar Baby, mentre nel 1947 recitò per la Metro-Goldwyn-Mayer nel film Good News. Sempre nel 1947 recitò a Broadway nel suo primo ruolo drammatico, quello di Virginia in Vita di Galileo di Bertolt Brecht; il ruolo si rivelò di grande importanza per la carriera della McCracken, dato che la consacrò anche come apprezzata attrice e non solo cantante e ballerina. Negli anni successivi continuò ad alternare musical ad opere di prosa, recitando a Broadway in The Big Knife (1949), Dance Me a Song (1950) ed Angel in the Pawnshop (1951). Nel 1951 ottenne un altro successo interpretando Peter Pan nell'omonima commedia di J.M Barrier, ricoprendo il ruolo sia a Broadway che nella tournée statunitense con Boris Karloff nel ruolo di Capitan Uncino. Nel 1953 recitò a Broadway per l'ultima volta nel musical di Rodgers e Hammerstein Me and Juliet. La sua ultima apparizione sulle scene risale al 1958 in un allestimento de La Machine Infernale di Jean Cocteau in scena nell'Off-Broadway.

### Vita privata
Nel 1937 conobbe il ballerino Jack Dunphy, suo collega al Littlefield Ballet. I due si sposarono due anni più tardi ma furono separati nella prima metà degli anni quaranta a causa della seconda guerra mondiale, in cui Dunphy combatté. In questo periodo la McCracken ebbe una relazione con il compositore francese Rudi Revil. Divorziò da Dunphy nel 1951 dato che il marito si era dichiarato omosessuale e fu impegnato in una relazione con Truman Capote fino alla morte dello scrittore nel 1984.
Nel 1950 conobbe Bob Fosse quando entrambi recitarono nel musical Dance Me a Song a Broadway. I due si sposarono nel dicembre del 1952 e la McCracken svolse un ruolo di rilievo nell'ascesa del marito, assicurandogli anche il lavoro di coreografo nel musical The Pajama Game, che lanciò la carriera di Fosse. Il regista la tradì ripetutamente nel corso del loro matrimonio e nel 1959 lasciò la McCracken per risposarsi con Gwen Verdon. Nei suoi ultimi anni di vita ebbe una relazione con l'attore Marc Adams.
Joan McCracken soffrì di diabete mellito di tipo 1 già dalla fine degli anni trenta e con il passare degli anni la sua salute peggiorò rapidamente. Nel 1955 trascorse molto tempo ricoverata in ospedale in seguito a un infarto e a una broncopolmonite, che posero fine alla sua carriera da ballerina. Il diabete le avrebbe causato anche il secondo infarto che la portò alla morte nel 1961 all'età di quarantatré anni.

## Nella cultura di massa
Nel film di Bob Fosse All That Jazz - Lo spettacolo comincia (1979) Jessica Lange interpreta Angelique, una versione romanzata della McCracken che indossa lo stesso costume che Joan indossò nella sua ultima apparizione teatrale nel 1958. Nel 2019 la ballerina è stata interpretata da Susan Misner nella miniserie Fosse/Verdon.
Joan McCracken fu una delle donne che furono di ispirazione a Truman Capote per il personaggio di Holly Golightly in Colazione da Tiffany. Mentre recitava nel musical Bloomer Girl nell'ottobre del 1944, la McCracken ricevette la notizia che il fratello Buddy era stato ucciso nella battaglia di Peleliu e la ballerina reagì alla notizia distruggendo il proprio camerino. La McCracken raccontò l'episodio a Capote, che lo incluse nel romanzo: Holly infatti reagisce con la stessa violenza della ballerina alla notizia della morte del fratello. Inoltre, nel romanzo Holly canta delle canzoni da Oklahoma! e sfoglia il libro The Baseball Guide di James Isaminger, zio della McCracken.

## Filmografia

### Cinema
- Ho baciato una stella (Hollywood Canteen), regia di Delmer Daves (1944)
- Good News, regia di Charles Walters (1947)
- Main Street to Broadway, regia di Tay Garnett (1953)

### Televisione
- Great Catherine – film TV (1948)
- Actors' Studio – serie TV, 1 episodio (1948)
- Pulitzer Prize Playhouse – serie TV, 1 episodio (1950)
- Claudia – serie TV, 4 episodi (1952)
- The Revlon Mirror Theater – serie TV, 1 episodio (1953)

## Teatro
- Oklahoma! di Rodgers e Hammerstein. Saint James Theatre di Broadway (1943)
- Bloomer Girl di Harold Arlen, E. Y. Harburg, Sig Herzi e Fred Saidy. Shubert Theatre di Broadway (1944)
- Billion Dollar Baby di Morton Gould, Adolph Green e Betty Comden. Alvin Theatre di Broadway (1945)
- Vita di Galileo di Bertolt Brecht. Maxime Elliot Theatre di Broadway (1947)
- The Big Knife di Clifford Odets. National Theatre di Broadway (1948)
- Dance Me a Song di James Shelton, James Kirkwood, Vincente Minnelli. Bernard B. Jacobs Theatre di Broadway (1950)
- Angel in the Pawnshop di A. B. Shiffrin. Booth Theatre di Broadway (1951)
- Peter Pan, di J. M. Barrie e Leonard Bernstein. Tour statunitense (1951)
- Me and Juliet di Rodgers e Hammerstein. Majestic Theatre di Broadway (1953)
- La macchina infernale di Jean Cocteau. Phoenix Theatre dell'Off-Broadway (1951)